# Love Will Tear Us Apart (film, 2013)
Pour plus de détails, voir Fiche technique et Distribution.
Love Will Tear Us Apart (titre original : Wo Xiang He Ni Hao Hao De, en chinois : 我想和你好好的) est un film chinois réalisé par Li Weiran, sorti en 2013.
Ce film dramatique, tourné à pékin et en Thaïlande, a pour principaux intermprètes  Ni Ni et Feng Shaofeng.

## Fiche technique
- Titre : Love Will Tear Us Apart
- Titre original : Wo Xiang He Ni Hao Hao De (en chinois : 我想和你好好的)
- Réalisation : Li Weiran
- Scénario : Zuo Yeben
- Photographie : Xiaoding Zhao
- Montage :
- Musique :
- Décors :
- Société de production : Le Vision Pictures
- Pays d'origine :  Chine
- Langue : Mandarin
- Format : Couleur
- Genre : Film dramatique
- Durée : 96 minutes (1 h 36)
- Dates de sortie : 
  -  Chine : 12 octobre 2013

## Distribution
- Feng Shaofeng : Liang Liang
- Ni Ni : Miao Miao